# Edward Seymour (2e baronnet)
Pour les articles homonymes, voir Edward Seymour.
Edward Seymour, 2e baronnet (vers 1580 - 5 octobre 1659) est un propriétaire terrien et homme politique anglais qui siège à la Chambre des communes entre 1601 et 1625. Il est ambassadeur au Danemark. Pendant la guerre civile anglaise, il soutient la cause royaliste.

## Origines
Seymour est le fils d'Edward Seymour (1er baronnet) (en) (d.1613) de Berry Pomeroy et de sa femme Elizabeth Champernowne fille d'Arthur Champernowne, de Dartington Hall (en).

## Carrière
En 1601, il est élu député de Penryn. Il est fait chevalier à Greenwich le 22 mai 1603 et est envoyé par Jacques Ier à une ambassade au Danemark. En 1604, il est élu député de Newport. Il devient baronnet à la mort de son père le 11 avril 1613 et devient gouverneur de Dartmouth la même année. En 1614, il est élu député de Lyme Regis. Il est juge de paix pour le Devon et vice-amiral du Devon à partir de 1617. En 1621, il est élu député du Devon. Il est élu député de Callington en 1624 et de Totnes en 1625.

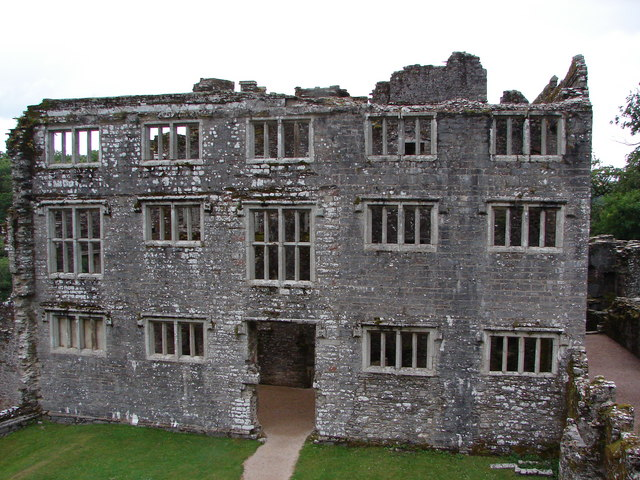
Ruines du château de Berry Pomeroy

## Mariage et enfants
Seymour épouse Dorothy Killegrew (d.1643), fille d'Henry Killigrew, de Laroch à St Margaret's, Lothbury, Londres le 15 décembre 1600. Elle est inhumée à Berry Pomeroy le 30 juin 1643. Ils ont sept enfants :
- Edward Seymour (3e baronnet) (1610-1688)
- Henry Seymour (1612 - 9 mars 1686)
- Thomas Seymour, marié à Anne Anderson, fille de Richard Anderson, de Penley, Hertfordshire et de son épouse Mary Spencer (1588-1658), fille de Robert Spencer, 1er baron Spencer.
- Joseph Seymour (11 octobre 1643), marié à Bridget Anderson, fille de Richard Anderson, de Penley, Hertfordshire.
- Elizabeth Seymour (d. 3 septembre 1669)[3], mariée d'abord, comme sa deuxième épouse, à Francis Courtenay (1576-1638), de jure 4e comte de Devon de Powderham, avec qui elle a des descendants, et s'est mariée en second lieu à Amos Meredyth, 1er baronnet, d'Ashley, Cheshire (d. 5 décembre 1669, inhumé dans la cathédrale Saint-Patrick de Dublin, 10 décembre 1669)
- Mary Seymour (inhumée le 5 mars 1680), mariée avec Jonathan Trelawny (2e baronnet), fils de John Trelawny, 1er baronnet
- Margaret Seymour, mariée avec Francis Trelawny, fils de John Trelawny, 1er baronnet

Seymour meurt au Château de Berry Pomeroy le 5 octobre 1659.